# Baralla
Baralla ist eine spanische Gemeinde (Concello) mit 2.455 Einwohnern (Stand: 2024) in der Provinz Lugo der Autonomen Gemeinschaft Galicien.

## Geografie
Baralla liegt zentral in der Provinz Lugo ca. 30 Kilometer südöstlich der Provinzhauptstadt Lugo.
Umgeben wird Baralla von den fünf Nachbargemeinden:
| Castroverde |                                             | Baleira  |
| O Corgo     | Kompassrose, die auf Nachbargemeinden zeigt | Becerreá |
| Láncara     |                                             |          |

Der Río Neira, ein Nebenfluss des Río Miño, durchströmt das Gebiet der Gemeinde von Nordost kommend in südöstlicher Richtung. Das Relief der Gemeinde wird durch das Tal des Flusses geprägt, das sich zwischen den westlichsten Erhebungen der Sierra de Ancares (Serra do Rañadoiro im Norden, Serra do Picato im Westen, Serra de Piñeira im Südosten) befindet. Die Höhe schwankt zwischen 943 m (Serra do Rañadoiro) und 420 m am Ufer des Flusses Neira.

## Bevölkerungsentwicklung der Gemeinde
Legende: Neira de Jusá___Baralla

Quelle: INE-Archiv – grafische Aufarbeitung für Wikipedia

## Gemeindegliederung
Die Gemeinde Baralla ist in 30 Parroquias gegliedert:
| Parroquias                 | Patrozinium          | Einwohner 2024 | Fläche km² | Dichte Einw./km² | Höhe msnm | Ortskennzahl |
| -------------------------- | -------------------- | -------------- | ---------- | ---------------- | --------- | ------------ |
| Aranza                     | Santiago             | 38             | 1,96       | 19               | 470       | 27901010000  |
| Arroxo                     | San Xoán             | 42             | 4,24       | 10               | 534       | 27901020000  |
| Baralla                    | Santa María Madanela | 745            | 2,43       | 307              | 500       | 27901030000  |
| Berselos                   | San Martiño          | 35             | 4,17       | 8                | 588       | 27901040000  |
| Costantín                  | Santa María          | 87             | 5,68       | 15               | 542       | 27901050000  |
| Covas                      | Santiago             | 87             | 7,14       | 12               | 440       | 27901060000  |
| Ferreiros                  | San Pedro            | 46             | 2,82       | 16               | 575       | 27901070000  |
| Francos                    | San Salvador         | 26             | 1,66       | 16               | 591       | 27901080000  |
| Guimarei                   | San Tomé             | 32             | 4,57       | 7                | 649       | 27901090000  |
| Laxes                      | San Pedro            | 15             | 0,90       | 17               | 468       | 27901100000  |
| Lebruxo                    | San Tomé             | 25             | 3,30       | 8                | 616       | 27901110000  |
| Lexo                       | San Xoán             | 52             | 5,22       | 10               | 759       | 27901120000  |
| Pacios                     | Santa María          | 114            | 8,32       | 14               | 671       | 27901150000  |
| Pedrafita de Camporredondo | San Xoán             | 45             | 8,73       | 5                | 670       | 27901160000  |
| Penarrubia                 | Santa María          | 128            | 18,85      | 7                | 655       | 27901170000  |
| Piñeira                    | San Salvador         | 67             | 3,10       | 22               | 537       | 27901190000  |
| Pol                        | Santa María          | 60             | 2,93       | 20               | 526       | 27901200000  |
| Pousada                    | Santiago             | 88             | 4,23       | 21               | 513       | 27901210000  |
| Recesende                  | San Cirilo           | 39             | 4,18       | 9                | 652       | 27901220000  |
| Riba de Neira              | Santalla             | 12             | 1,93       | 6                | 523       | 27901230000  |
| San Martín de Neira de Rei | San Pedro            | 149            | 13,60      | 11               | 0         | 27901130000  |
| San Miguel de Neira de Rei | San Miguel           | 57             | 4,60       | 12               | 0         | 27901140000  |
| Santo Estevo               | Santo Estevo         | 62             | 1,18       | 53               | 561       | 27901240000  |
| Sixirei                    | San Pedro            | 37             | 3,21       | 12               | 676       | 27901250000  |
| Sobrado de Picato          | Santa Cruz           | 142            | 5,00       | 28               | 603       | 27901180000  |
| Teixeira                   | San Pedro            | 28             | 2,29       | 12               | 554       | 27901260000  |
| Vale                       | San Xurxo            | 47             | 5,06       | 9                | 673       | 27901270000  |
| Vilachambre                | Santa Mariña         | 30             | 3,15       | 10               | 621       | 27901280000  |
| Vilarpunteiro              | Santa Marta          | 43             | 1,33       | 32               | 699       | 27901290000  |
| Vilartelín                 | Santa Eufemia        | 106            | 5,41       | 20               | 667       | 27901300000  |

Der Sitz der Gemeinde befindet sich in der gleichnamigen Parroquia Baralla.

## Geschichte
Anhand von Funden wie Fliesen, Reste von Bauten, Keramik sowie Gold- und Silbermünzen lassen sich zahlreiche Siedlungen (Castros) der Castrokultur auf dem Gebiet der Gemeinde nachweisen. Diese befanden sich auf Hügeln, wie auf dem As Croas (643 m), aber auch in der Ebene ohne oder fast ohne Verteidigungsstrukturen. Letztere werden in der Literatur der jüngsten oder letzten Periode des der Castrokultur zugeordnet.

Römische Straße vom heutigen Braga zum heutigen Astorga

Die Straße von Bracara Augusta, dem heutigen Braga, nach Asturica Augusta, dem heutigen Astorga, führte durch die heutige Gemeinde, wie neben archäologischen Beweisen aus dem hervorgeht, was sich in dem Itinerarium Antonini widerspiegelt, der Hauptquelle für die Kenntnis der Routen der antiken römischen Straßen auf der iberischen Halbinsel. In dem Verzeichnis wird 22 römische Meilen östlich von  Lucus Augusti ein Ort oder Haus Timalino zwischen Lucus Augusti, dem heutigen Lugo und der Ponte Neviae, einer Brücke über dem Navia, erwähnt. Die exakte Position von Timalino steht allerdings noch nicht endgültig fest. Die bekannten und untersuchten materiellen Zeugnisse der Römerzeit sind hingegen rar, nur vereinzelte Überreste wurden isoliert gefunden, die wichtigsten sind Inschriften, z. B. auf Grabsteinen.
In den Napoleonischen Kriegen spielten sich militärische Ereignisse auch auf dem Gebiet von Baralla ab. Im Dezember 1808 verfolgte der französische Kommandant Nicolas Jean-de-Dieu Soult von Astorga aus die von John Moore kommandierte englische Armee und die von ihm unterstellte spanische Division unter Pedro Caro y Sureda de la Romana. Im Bierzo trennte sich De la Romana, der englische Rückzug wirkte eher wie eine unorganisierte Flucht. Moore setzte seinen Rückzug über Lugo fort. Die Unruhen, die die englischen Soldaten auf der Durchreise verursachten, waren so disziplinlos und unmoralisch, dass General Moore ihnen befahl, 120.000 Pesos von einer Klippe bei As Nogais zu werfen, und es vorzog, sie zu verteilen, wie sie wollten. Marschall Soult verfolgte Moore, erlitt aber einen großen Rückschlag in der Parroquia Constantín von Baralla, wo er den Weg von einigen Truppenteilen abzuschneiden versuchte. Nach dem Abzug der englischen Truppen führten einheimische Bergsteiger, die den Briten bei ihrem Rückzug geholfen hatten, einen Guerillakrieg, in dem sie englische Gefangene befreiten, viele französische Einheiten angriffen und Post und Nachrichten abfingen.
Am 25. Februar 1809 machte sich eine größere französische Einheit von Lugo aus auf, um die Aufständischen anzugreifen und gleichzeitig einige spanische Kommissare nach Madrid zu eskortieren. In Constantín postierten sich die Bergsteiger so gut, dass sie die Franzosen mit großem Verlust zurückschlugen und den Kommandeur der Truppen und andere Militärführer im Kampf töteten. Der Gouverneur von Lugo, François Fournier-Sarlovèse, sann auf Vergeltung und verließ Lugo mit einer beträchtlichen Einheit. Er konnte jedoch die inzwischen verstreuten Aufständischen nicht zu einem Kampf stellen und ließ stattdessen Dörfer und Wälder an der Straße nach Astorga niederbrennen. Als Fournier sich nach Lugo zurückzog, ließ er eine beträchtliche Truppenabteilung in Baralla zurück, um den sicheren Durchgang von Posten und Verbindungen wiederzuerlangen. Am nächsten Tag aber wurde diese Abteilung von den Bergsteigern überraschend angegriffen und veranlasste die Feinde, den Posten in hastiger Flucht zu verlassen, wobei sie Munition, Lebensmittel und Gepäck zurückließen.

## Sehenswürdigkeiten
- Romanische Kirchen in den  Parroquias

## Wirtschaft
| Ackerbau, Viehzucht und Fischerei                                                  | 177 | 019,18 |
| Industrie                                                                          | 095 | 010,29 |
| Bauwirtschaft                                                                      | 077 | 08,34  |
| Dienstleistungsbetriebe                                                            | 574 | 062,19 |
| Total                                                                              | 923 | 100,00 |
| * Daten aus dem Statistischen Amt für Wirtschaftliche Entwicklung in Galicien, IGE |     |        |

## Infrastruktur
Die Autovía A-6 von Madrid nach Arteixo durchquert das Gemeindegebiet von Ost nach West mit zwei Abfahrten in San Miguel de Neira de Rey und Villartelín. Parallel verläuft die Nationalstraße N-VI. Weitere lokale Verbindungen sind die Provinzstraßen LU-621 nach Láncara und LU-710 nach Baleira.